# Чайльд Роланд до Вежі Темної прийшов
«Чайльд Роланд до Вежі Темної прийшов» — поема англійського поета Роберта Браунінга, написана та опублікована 1855 року в збірці «Чоловіки та Жінки».

## Натхнення
Назва та останні слова поеми це рядок із п'єси Вільяма Шекспіра «Король Лір» (1608)

Роланд  до вежі темної підходить,
А велетень відтіль: «Ух, ух!
Британський чую дух!»
 — Король Лір, дія 3, сцена 4

Шекспір черпав натхнення з казки "Чайльд Роланд". Браунінг стверджував, що поема прийшла до нього уві сні.

## Структура
Браунінг досліджує подорож Роланда до Темної вежі у 34 шести строкових строфах з формою римування А-Б-Б-А-А-Б та ямбічним пентаметром. Він наповнений зображеннями від кошмару, але налаштування дають незвичну реальність завдяки набагато більш повному опису ландшафту, ніж було нормальним для Браунінга в будь-який інший час у його кар'єрі. Загалом робота є однією з найскладніших у Браунінга. Це частково тому, що історія героя повільно глядає навколо краю; Це допоміжне для створення враження про психічний стан героя.

## Цікаві факти
- Поема надихнула Стівена Кінга на написання циклу "Темна Вежа"